# سوبك محات
سوبك محات كان أمين الخزانة في مصر القديمة تحت حكم الملك سنوسرت الثالث في الأسرة الثانية عشرة . وهو معروف فقط من المصطبة التي تم التنقيب عنها في عام 1894 بجوار هرم سنوسرت الثالث في دهشور. تم تزيين المصطبة من الخارج بالنقوش. تم العثور عليها فقط في أجزاء صغيرة ، ولكن الأجزاء سجلت اسم ألقاب سوبك محات. على طاولة القرابين يحمل لقب أمين الخزانة. فترة طويلة كان يعتقد أن سوبك محات كان وزيرًا ، لكن أجزاء المتبقية التي تحمل ألقاب الوزير تأتي من مصطبة نبت القريبة. 

## المؤلفات
- ولفرام جرايتزكي : مسؤولو محكمة المملكة الوسطى المصرية ، لندن 2009 ص. 31-33 (ردمك 978-0-7156-3745-6)